# Drap
Drap – miejscowość i gmina we Francji, w regionie Prowansja-Alpy-Lazurowe Wybrzeże, w departamencie Alpy Nadmorskie.
Według danych na rok 1990 gminę zamieszkiwało 4267 osób, a gęstość zaludnienia wynosiła 770 osób/km² (wśród 963 gmin regionu Prowansja-Alpy-W. Lazurowe Drap plasuje się na 148. miejscu pod względem liczby ludności, natomiast pod względem powierzchni na miejscu 792.).